# Dłubnia (miejscowość)
Dłubnia – wieś w Małopolsce, powstała pod koniec XII w. (pierwsza wzmianka o niej pochodzi z roku 1198), na której terenie wydzielono na przestrzeni wieków wsie: Imbramowic, Małyszyc i Ściborzyc, aż do zupełnego zarzucenia pierwotnego toponimu.

## Historia
Dłubnia była wówczas własnością bożogrobców z Miechowa.
W połowie XII wieku, w konsekwencji budowy klasztoru norbertanek, wieś została podzielona na dwie części: Imbramowice, które zostały nadane klasztorowi, oraz na Ściborzyce, które przeszły na własność cystersów ze Szczyrzyca.
Sto lat później ze Ściborzyc wydzielono Małyszyce, które również zostały oddane klasztorowi, same Ściborzyce zaś trafiły w ręce prywatne.